# Drapelul RSS Moldovenești

Drapelul RSSM
(1941 - 1952)

Drapelul RSSM
(1952 - 1990)

Drapelul R.S.S. Moldovenești era descris în Constituția R.S.S.M din anul 1941, care “constă dintr-o pînză roșie cu imaginea secerei și ciocanul de aur și a literelor de aur “R.S.S.M.” în colțul de sus, lîngă lance. Proporția dintre lățimea și lungimea lui e de 1:2”.
La 11 aprilie 1952 sesiunea Sovietului Suprem al R.S.S.M a adoptat alt drapel, în următoarea redacție: 
„Steagul de stat al R.S.S.M. reprezintă o pînză de culoare roșie și verde avînd in colțul de sus, din stînga, la o depărtare de 1/5 a lungimii pînzei steagului, imaginea secerii și ciocanului de aur și deasupra lor o stea cu cinci colțuri de măsură mai mică, încadrată într-un chenar auriu. Raportul lățimii steagului față de lungimea lui e de 1:2. La mijlocul steagului pe toată lungimea lui trece o fîșie verde – imaginea simbolică a caracterului agrar al economiei R.S.S. Moldovenești. Raportul dintre lățimea steagului și lățimea fîșiei verzi a de 1:4”.